# Lilla Olevattnet
Lilla Olevattnet är en sjö i Bengtsfors kommun i Dalsland och ingår i Göta älvs huvudavrinningsområde.